# 5月17日 (旧暦)
旧暦5月17日は、旧暦5月の17日目である。六曜は先負である。

## できごと
- 寛永18年（グレゴリオ暦1641年6月25日） - 江戸幕府が平戸のオランダ人を長崎の出島に移住させる
- 文化6年（グレゴリオ暦1809年6月29日） - 間宮林蔵が樺太に単身で渡り樺太が島であることを立証。間宮海峡と名附けられる
- 明治3年（グレゴリオ暦1870年6月15日） - 屯田兵が北海道に入植

## 誕生日
- 寛文8年（グレゴリオ暦1668年6月26日） - 雨森芳洲、儒学者（+ 1755年）
- 慶応元年（グレゴリオ暦1865年6月10日） - 村上鬼城、俳人（+ 1938年）
- 慶応元年（グレゴリオ暦1865年6月10日） - 小泉又次郎、政治家（+ 1951年）
- 慶応2年（グレゴリオ暦1866年6月29日） - 高楠順次郎、仏教学者（+ 1945年）

## 忌日
- 黄初7年（ユリウス暦226年6月29日） - 曹丕（文帝）、魏の初代皇帝、曹操の子（* 187年）
- 安永7年（グレゴリオ暦1778年6月11日） - 永谷宗円、庄屋、青製煎茶製法開発者（* 1681年）
- 天保10年（グレゴリオ暦1839年6月27日） - 小関三英、医者、蘭学者（* 1787年）
- 慶応4年（グレゴリオ暦1868年7月6日） - 原田左之助、新選組隊士